# جوناثان ساكس
جوناثان هنري ساكس (8 مارس 1948 - 7 نوفمبر 2020)، حاخام أرثوذكسي بريطاني، فيلسوف، لاهوتي وكاتب وسياسي.
شغل منصب الحاخام الأكبر للجماعات العبرية المتحدة للكومنولث من 1991 إلى 2013. بصفته الرئيس الروحي للكنيس اليهودي، أكبر هيئة كنيس في المملكة المتحدة، كان الحاخام الأكبر لتلك المعابد الأرثوذكسية، لكن لم يتم الاعتراف به باعتبارها المرجع الديني للاتحاد الحريديم للجماعات العبرية الأرثوذكسية أو للحركات التقدمية مثل اليهود المحافظون والإصلاح واليهودية الليبرالية. بصفته الحاخام الأكبر، حمل ساكس رسميًا لقب آف بيت دين (رئيس) بيث دين لندن. في وقت وفاته، كان الحاخام الرئيس الفخري.